# Корнеев, Борис Васильевич
Корнеев Борис Васильевич (15 февраля 1922, Петрозаводск, РСФСР — 24 декабря 1973, Ленинград, СССР) — советский художник, живописец, педагог, Заслуженный художник РСФСР, профессор ЛИЖСА им. И. Е. Репина, член Ленинградской организации Союза художников РСФСР.

## Биография
Корнеев Борис Васильевич родился 15 февраля 1922 года в Петрозаводске, Карелия.
В 1938 году Борис Корнеев поступил в Ленинградское художественно-педагогическое училище, которое окончил уже после Великой Отечественной войны. В 1942—1945 годах находился в действующей армии. В составе 749-го стрелкового полка участвовал в прорыве блокады Ленинграда, в освобождении Прибалтики, Карелии, Польши, Чехословакии, в форсировании Вислы, Одера, Нарвы. Награждён Орденом Славы третьей степени, орденом «Знак Почёта», медалями «За отвагу», «За оборону Ленинграда», «За победу над Германией», «За освобождение Праги».
После демобилизации окончил ЛХПУ и в 1946 году был принят на живописное отделение ЛИЖСА им. И. Е. Репина. Занимался у Бориса Фогеля, Семёна Абугова, Глеба Павловского, Виктора Орешникова, Юрия Непринцева, Андрея Мыльникова.
В 1952 году Борис Корнеев окончил институт по мастерской Виктора Орешникова с присвоением квалификации художника живописи. Дипломная картина — «Школьники на концерте в Ленинградской филармонии» (Государственный художественный музей Алтайского края, г. Барнаул).
С 1952 года Борис Корнеев участвовал в городских, республиканских, всесоюзных и международных выставках. Член Ленинградской организации Союза художников РСФСР с 1954 года. Писал жанровые и тематические композиции, портреты, пейзажи, натюрморты, этюды с натуры. Преподавал в Ленинградском институте живописи, скульптуры и архитектуры имени И. Е. Репина (1962—1973), профессор кафедры рисунка (1973).
Ведущими жанрами в творчестве Корнеева стали тематическая картина и портрет современника. Художник тяготел к героической, общественно значимой тематике, к образу сильной, увлечённой мечтой личности. Творческую манеру отличает выраженная лирическая окраска, стремление к простоте сюжетной линии, монументальность формы, лаконичная цветовая гамма. Ясная конструктивная композиция строится на выразительном силуэте. Колорит сдержанный, основан на звучных светотеневых контрастах и выдержан преимущественно в холодных тонах.
В 1950—1960-е годы Корнеев совершает творческие поездки на Алтай, Заонежье, Кольский полуостров, посещает ряд европейских стран (Италия, Франция, Югославия, Испания). В 1965 году за серию картин «Дороги войны» Корнееву было присвоено почётное звание Заслуженного художника РСФСР. С 1970 года Корнеев возглавлял секцию живописи Ленинградской организации Союза художников РСФСР, также был избран заместителем председателя правления ЛОСХ и секретарём правления Союза художников РСФСР. В 1971 был награждён орденом «Знак Почёта».

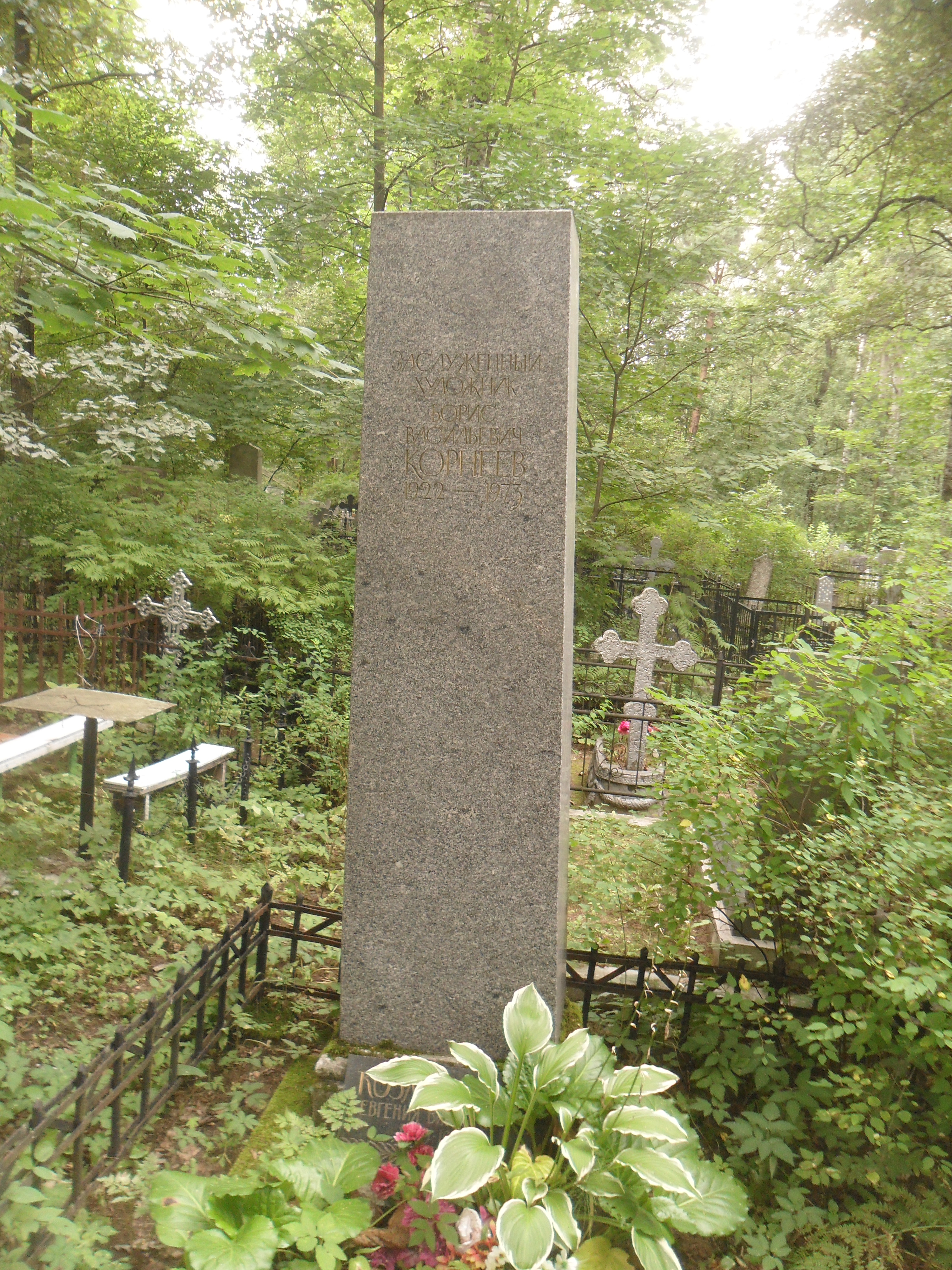
Могила Корнеева на Богословском кладбище Санкт-Петербурга.

Среди созданных Корнеевым произведений — картины «Главная улица в Бийске» (1953), «Алтай (Телецкое озеро)», «[[:|Портрет художницы М. А. Козловской]]» (обе 1954), «Берёзка», «Андрейка», «Суббота» (все 1956), «Портрет художника В. Ф. Загонека», «Северная ночь» (обе 1957), «Суровый край. Весна», «Великая губа» (обе 1958), «Катя Балтина из бригады отделочников» (1959), «Освоение Севера», «К вечеру», «Работница» (все 1960), «Стране нужен металл. Геологи» (1961), «Мокрое утро», «Автопортрет» (обе 1962), «Ледовая трасса. Ладога 23 апреля 1942 года», «Первооткрыватель якутских алмазов Л. А. Попугаева», «Дорога жизни», «1941-й год» (все 1964), «Кола шумит» (1966), «Деревня», «В степях под Херсоном», «Золото Заполярья» (все 1967), «Портрет пастуха В. Байкова» (1970), «М. М. Епарин, капитан Мурманского рыбного порта», «Косметолог А. Сакеранская», «Портрет сына» (все 1971), «На каникулах», «Таня», «Н. Е. Ефимов, служащий фабрики Печатный двор, бывший командира роты 466-го полка Ленинградского фронта», «Ленинград. 1944 год» (все 1972), «Возвращение», «Девушка на розовом фоне» (обе 1973).
Персональные выставки произведений Бориса Корнеева прошли в Ленинграде в Музее Академии художеств (1975) и в Санкт-Петербурге в Музее Н. А. Некрасова (1997). В 1989—1992 годах работы Б. В. Корнеева с успехом были представлены на выставках и аукционах русской живописи L' Ecole de Leningrad во Франции.
Скончался в Ленинграде 24 декабря 1973 года на 52-м году жизни. Похоронен на Богословском кладбище.
Произведения Б. В. Корнеева находятся в Русском музее в Санкт-Петербурге, в многочисленных художественных музеях и частных собраниях в России, США, Японии, Великобритании, Франции и других странах.

## Выставки
- 1952 год (Ленинград): Выставка дипломных работ выпускников института имени И. Е. Репина 1952 года.
- 1954 год (Ленинград): Весенняя выставка произведений ленинградских художников.
- 1956 год (Ленинград): Осенняя выставка произведений ленинградских художников.
- 1957 год (Ленинград): 1917—1957. Выставка произведений ленинградских художников.
- 1957 год (Москва): Всесоюзная художественная выставка, посвящённая 40-летию Великой Октябрьской социалистической революции.
- 1958 год (Ленинград): Осенняя выставка произведений ленинградских художников.
- 1960 год (Ленинград): Выставка произведений ленинградских художников 1960 года.
- 1960 год (Ленинград): Выставка произведений ленинградских художников.
- 1960 год (Москва): Советская Россия. Республиканская художественная выставка.
- 1961 год (Ленинград): Выставка произведений ленинградских художников открылась в залах Государственного Русского музея.
- 1962 год (Ленинград): Осенняя выставка произведений ленинградских художников.
- 1964 год (Ленинград): Ленинград. Зональная выставка.
- 1965 год (Москва): Советская Россия. Вторая Республиканская художественная выставка.
- 1967 год (Москва): Советская Россия. Третья Республиканская художественная выставка.
- 1971 год (Ленинград): Наш современник. Выставка произведений ленинградских художников 1971 года.
- 1972 год (Ленинград): Наш современник. Вторая выставка произведений ленинградских художников.
- 1972 год (Ленинград): По Родной стране. Выставка произведений ленинградских художников.
- 1973 год (Ленинград): Наш современник. Третья выставка произведений ленинградских художников.
- 1975 год (Ленинград): Наш современник. Зональная выставка произведений ленинградских художников.
- 1975 год (Москва): Советская Россия. Пятая республиканская выставка.
- 1975 год (Ленинград): Выставка произведений Бориса Корнеева в залах Научно-исследовательского музея Академии художеств СССР.
- 1976 год (Ленинград): Портрет современника. Пятая выставка произведений ленинградских художников.
- 1976 год (Москва): Изобразительное искусство Ленинграда.
- 1984 год (Ленинград): Подвигу Ленинграда посвящается. Выставка произведений ленинградских художников, посвящённая 40-летию полного освобождения Ленинграда от вражеской блокады.
- Февраль 1991 года (Париж): Выставка «Русские художники».
- 1994 год (Санкт-Петербург): Ленинградские художники. Живопись 1950—1980-х годов.
- 1994 год (Санкт-Петербург): Этюд в творчестве ленинградских художников 1940—1980-х годов.
- 1996 год (Санкт-Петербург): Живопись 1940—1990-х годов. Ленинградская школа.
- 1997 год (Санкт-Петербург): Выставка произведений Бориса Корнеева к 75-летию со дня рождения художника в залах Мемориального музея Н. А. Некрасова.
- 1997 год (Санкт-Петербург): Связь времён. 1932—1997. Художники — члены Санкт-Петербургского Союза художников России.